# ГАЕС Гільєна
ГАЕС Гільєна (ісп. Guillena) — гідроелектростанція на півдні Іспанії. Розташована на річці Уельва, правій притоці Гвадалківіру, що впадає у Кадіську затоку Атлантичного океану.
Нижній резервуар спорудили на Уельві між водосховищами La-Minilla та El-Gergal за допомогою гравітаційної греблі висотою 31 метр та довжиною 161 метр, на спорудження якої пішло 28 тис. м3 матеріалу. Вона утворила витягнуту на кілька кілометрів по долині річки водойму площею поверхні 0,53 км2 та об'ємом 5,4 млн м3.
Верхній резервуар об'ємом 2,3 млн м3 створений на висотах правого берега Уельви, в долині струмка Arroyo Cantalobos, за допомогою чотирьох гравітаційних споруд. Основна з них має висоту 34 метри, довжину 698 метрів і потребувала 85 тис. м3 матеріалу. Три інші мають висоту 13, 10 та 4,5 метра при довжині 269, 345 та 180 метрів відповідно.
Напівзаглиблений (на 18 метрів) машинний зал станції споруджений на березі нижнього сховища, у 4 км вище від греблі. Він обладнаний трьома оборотними турбінами типу Френсіс, які видають загальну потужність по 210 МВт як у турбінному, так і у насосному режимах. Вони працюють при напорі у 230 метрів та з'єднані з верхнім резервуаром водоводом довжиною 0,8 км та діаметром 5,6 метра.
Зв'язок з енергосистемою відбувається по ЛЕП, що працює під напругою 220 кВ.